# جاگا جاسوس
جاگا جاسوس (هندی:Jagga Jasoos) در سال ۲۰۱۷ محصول هند و درسبک موزیکال، ماجراجویی و عاشقانه به کارگردانی انوگ باسو می‌باشد. این فیلم توسط Basu تولید شده است. رانبیر کاپور، کاترینا کایف، سایانی گوپتا، سراب شوکلا، کیران سریناواس و نوازالدین صدیقی در این فیلم بازی کرده‌اند.
داستان فیلم دربارهٔ کارآگاه جوان است که در جستجوی پدر گمشده اش می‌باشد. کارگردان می‌گوید که این فیلم حدود بیست آهنگ دارد. این فیلم در تاریخ ۱۴ ژوئیه ۲۰۱۷ منتشر شد.